# Henryk Iwaniec
Henryk Iwaniec (ur. 9 października 1947 w Elblągu) – polsko-amerykański matematyk, profesor na Uniwersytecie Rutgersa (ang. Rutgers University) w stanie New Jersey, a dawniej pracownik Institute for Advanced Study (IAS) w Princeton i Instytutu Matematycznego Polskiej Akademii Nauk (IM PAN). Członek Amerykańskiej Akademii Sztuk i Nauk (ang. AAA&S), a także Polskiej Akademii Nauk (członek korespondent) i Polskiej Akademii Umiejętności (członek zagraniczny). Laureat szeregu nagród naukowych, w tym Nagrody Shawa w dziedzinie matematyki, nazywanej „Noblem Wschodu” – w 2015 roku, wraz z Gerdem Faltingsem.
Specjalność Henryka Iwańca to teoria liczb, zwłaszcza analityczna, a w szczególności formy modularne i liczby pierwsze. Jego prace dotykają też algebraicznej teorii liczb, wiążą się z analizą harmoniczną i hipotezą Riemanna.

## Życiorys

### Pochodzenie i kariera
Urodził się w Elblągu, gdzie ukończył technikum mechaniczne. Następnie podjął studia matematyczne na Uniwersytecie Warszawskim. Ukończył je w 1972. Już w 1971 podjął pracę w Instytucie Matematycznym PAN, a już w rok po obronie pracy magisterskiej obronił doktorat zrealizowany pod kierunkiem prof. Andrzeja Schinzla.
W 1976 Iwaniec uzyskał stopień doktora habilitowanego. W latach 1976–77 był na stypendium naukowym w Accademia Nazionale de Lincei w Pizie we Włoszech, a w latach 1979–1980 odbywał staż naukowy w Bordeaux we Francji. W 1983 Rada Państwa nadała mu tytuł profesora. W tym samym roku został członkiem korespondentem Polskiej Akademii Nauk.
W 1983 wyjechał do Stanów Zjednoczonych. Był profesorem wizytującym w Institute for Advanced Study (Princeton), University of Michigan oraz University of Colorado at Boulder. W 1987 przeniósł się na stałe na Rutgers University w stanie New Jersey. Został profesorem na tamtejszym wydziale matematyki.
W latach 1992–2015 wypromował piętnastu doktorów (w gronie tym są m.in. Étienne Fouvry, Emmanuel Kowalski - członek Academia Europaea i Harald Helfgott), głównie na Uniwersytecie Rutgersa. Niektórzy z nich również zostali aktywnymi naukowcami, przez co Iwaniec ma co najmniej 80 akademickich „potomków” (stan na luty 2022).

### Życie prywatne
Ma brata bliźniaka, Tadeusza, również matematyka pracującego w Stanach Zjednoczonych, członka zagranicznego PAN. Posiada podwójne obywatelstwo, polskie i amerykańskie. Pozazawodowo fascynuje się fotografią.

## Nagrody
Za swoją pracę naukową i dydaktyczną Henryk Iwaniec otrzymał co najmniej 10 wyróżnień.
Polskie
- 1980: nagroda państwowa II stopnia[11].
- 1996: Medal Sierpińskiego.
- 2006: honorowe obywatelstwo miasta Elbląga[4].
- 2015: Medal im. Stefana Banacha od Polskiej Akademii Nauk.

Zagraniczne
- 1991: Nagroda Fundacji Alfreda Jurzykowskiego[12].
- 2001: Nagroda Ostrowskiego (ang. Ostrowski Prize), wspólnie z Peterem Sarnakiem i Richardem Taylorem.

W uzasadnieniu nagrody napisano, że prace prof. Iwańca charakteryzują się wnikliwym zrozumieniem złożonych problemów oraz niedoścignioną techniką, a on sam włożył znaczący wkład w rozwój analitycznej teorii liczb, głównie form modularnych GL(2).
- 2002: Frank Nelson Cole Prize Amerykańskiego Towarzystwa Matematycznego[10].
- 2006: Uniwersytet w Bordeaux nadał mu godność doktora honoris causa.
- 2011: Nagroda Steele’a w dziedzinie nauczania matematyki[14][6].
- 2015: Nagroda Shawa w  dziedzinie matematyki, razem z Gerdem Faltingsem[15].

W 1978 i 1986 wygłosił wykłady sekcyjne, a w 2006 wykład plenarny na Międzynarodowym Kongresie Matematyków.

## Wybrane publikacje
Opublikował ponad 190 opracowań naukowych, m.in. w bardzo prestiżowych czasopismach „Acta Mathematica”, „Annals of Mathematics” i „Inventiones Mathematicae”. Najważniejsze z nich to: 
- Henryk Iwaniec: On the Error Term in the Linear Sieve. Acta Arithmetica, 1971. Brak numerów stron w książce
- Henryk Iwaniec, E. Bombieri, J. Friedlander: Primes in Arithmetic Progressions to Large Moduli. Acta Mathematica, 1986. Brak numerów stron w książce
- Henryk Iwaniec: Topics in Classical Automorphic Forms. Providence: American Mathematical Society, 1997. ISBN 978-0-8218-0777-4. Brak numerów stron w książce
- Henryk Iwaniec: Spectral Methods of Automorphic Forms. Wyd. 2nd. Providence: American Mathematical Society, 2002. ISBN 978-0-8218-3160-1. Brak numerów stron w książce
- Henryk Iwaniec, Emmanuel Kowalski: Analytic Number Theory. Providence: American Mathematical Society, 2004. ISBN 978-0-8218-3633-0. Brak numerów stron w książce
- Henryk Iwaniec, J. B. Friedlander, D. R. Heath-Brown, J. Kaczorowski: Analytic Number Theory: Lectures Given at the C.I.M.E. Summer School Held in Cetraro, Italy, July 11–18, 2002. Berlin: Springer, 2006. ISBN 978-3-540-36363-7. Brak numerów stron w książce
- John Friedlander, Henryk Iwaniec: Opera de Cribro. Providence: American Mathematical Society, 2010. ISBN 978-0-8218-4970-5. Brak numerów stron w książce